# Satélites de Haumea

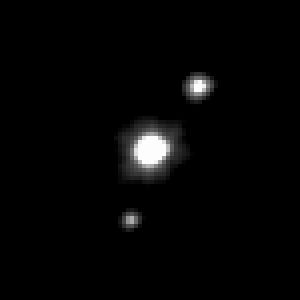
Imagem capturada pelo telescópio Hubble de Haumea e seus dois satélites naturais. Hiʻiaka está acima de Haumea (centro), e Namaka está diretamente abaixo.

O planeta-anão Haumea possui dois satélites naturais conhecidos.

## Sistema de satélites de Haumea
Os satélites de Haumea parecem ser um sistema colisional (derivados de um grande impacto em Haumea). Aparentemente, o planeta está composto quase totalmente de rocha e conta com uma superfície de gelo; acredita-se que a maior parte do manto gelado originário se desprendeu com o impacto. Portanto, poderiam existir um grande quantidade de satélites menores que Namaka, os quais se encontrariam embaixo da capacidade de detecção terrestre atual. Hiʻiaka parece ser composto de água congelada.
Segundo o mito de Haumea, "seus muitos filhos brotaram de diferentes partes de seu corpo". É por isso que os satélites de Haumea recebem o nome de seus filhos mitológicos.

## Tabela de satélites conhecidos
| Nome      | Nome    | Nome          | Diâmetro médio (km) | Massa (×1021 kg) | Semieixo maior (km) | Período orbital (dias) | Excentricidade | Inclinação         | Data de descoberta |
| --------- | ------- | ------------- | ------------------- | ---------------- | ------------------- | ---------------------- | -------------- | ------------------ | ------------------ |
| Haumea II | Namaka  | /nɑːˈmɑːkə/   | ~170 (?)            | ~0,08            | ~39 000 if e = 0    | 34,7 ± 0,1 if e = 0    | desconhecido   | 39 ± 6° de Hiʻiaka | 2005               |
| Haumea I  | Hiʻiaka | /hiːʔiːˈɑːkə/ | ~310                | ~0,4             | 49 500 ± 400        | 49,12 ± 0,03           | 0,050 ± 0,003  | 234,8 ± 0,3°       | 2005               |